# 北京时间 (网站)

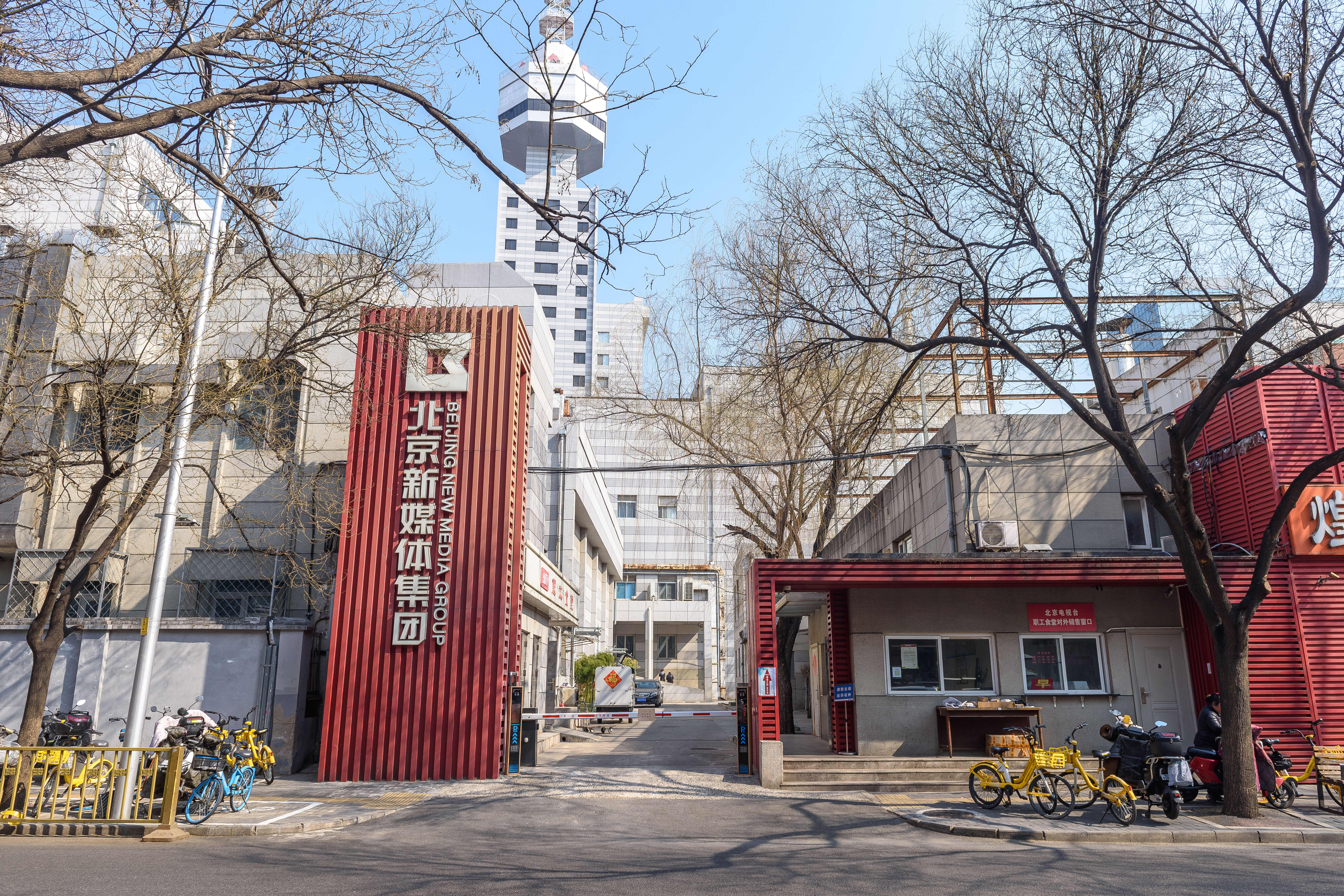
“北京时间”运营方北京新媒体集团

北京时间是中国大陆的一个新媒体平台，由北京广播电视台、北京新媒体集团、奇虎360合资的“北京时间股份有限公司”共同持有，于2016年4月12日上线，上线当日同时成立北京新媒体集团、北京新闻媒体有限公司、北京时间股份有限公司。旗下有资讯短视频平台時間視頻。
该网站以新闻视频直播功能和原创新闻为主打，内容源由媒体记者提供，网站的50%以上新闻都有视频。上线当日起便推出了“北京时间 花开中国”大型慢直播，此外，该网站将成为北京电视台新媒体对外唯一窗口。而该网站也取代了原来的360新闻。

## 360撤资
2019年4月20日，根据全天候科技等媒体报道，奇虎360公司已于早前签订股权转让协议，将手中持有的“北京时间”60%股权悉数转让给北京新媒体集团，第一批股权转让款已经到账，360给予北京时间的浏览器入口、首页推荐等资源也将逐渐回撤。在此转让前，360公司在“北京时间”持股60%，为第一大股东，北京新媒体集团持股40%。360公司对此事表示不予置评。据了解，360撤股在“北京时间”内部已不是秘密，此前已有一些高层、编辑和记者陆续离职，春节后公司内部动荡频繁。
由于有着北京电视台和奇虎360的背景资源，北京时间上线时一度被行业内看好，但三年过去，北京时间没有取得预期的成绩。北京时间一位前高管透露：“主要原因是近几年新闻app已经饱和，北京时间做了很多尝试，从直播、报道、再到现在主打的短视频，但一直没有掀起太大的水花；同时由于北京新媒体集团内部关系复杂，很难孵化上市。”360公司曾对“北京时间”给予厚望。